# Саркофаг на съпрузите
„Саркофаг на съпрузите“ (на италиански: Sarcofago degli Sposi) е знаменит антропоморфен саркофаг от края на VI в. пр. Хр., изработен от теракота. Пример на етруското изкуство. Той принадлежи към колекцията на Националния музей на етруското изкуство в Рим.
Саркофагът е намерен през 1881 г. по време на разкопки в некропола на Бандитачиа в Черветери. Бил е разчупен на 400 парчета. Скулптурата има размери 1,14 m × 1,9 m и е направена от теракота, типичен материал за етруското изкуство. Създадена е между 530 – 520 г. пр.н.е., съставена е от четири отделно изваяни и изпечени части. В саркофага вероятно е погребана пепелта на единия или на двамата съпрузи. Скулптурата е била боядисвана в ярки цветове, както личи от остатъците от боя. Скулптурата показва брачна двойка, пируваща в задгробния живот. Мъжът с гальовен жест обгръща с ръце жена си. Полегналата поза по време на храненето, в която са изобразени съпрузите, е типична за празниците в различни древни култури. Образът на брачна двойка, разположила се на банкетния диван, е типичен за етруската култура, докато в подобни сцени на пируване, известни от декорации върху гръцки вази, са представени само мъже (в съответствие с местните обичаи).